# Gaṇḍakī (fiume)

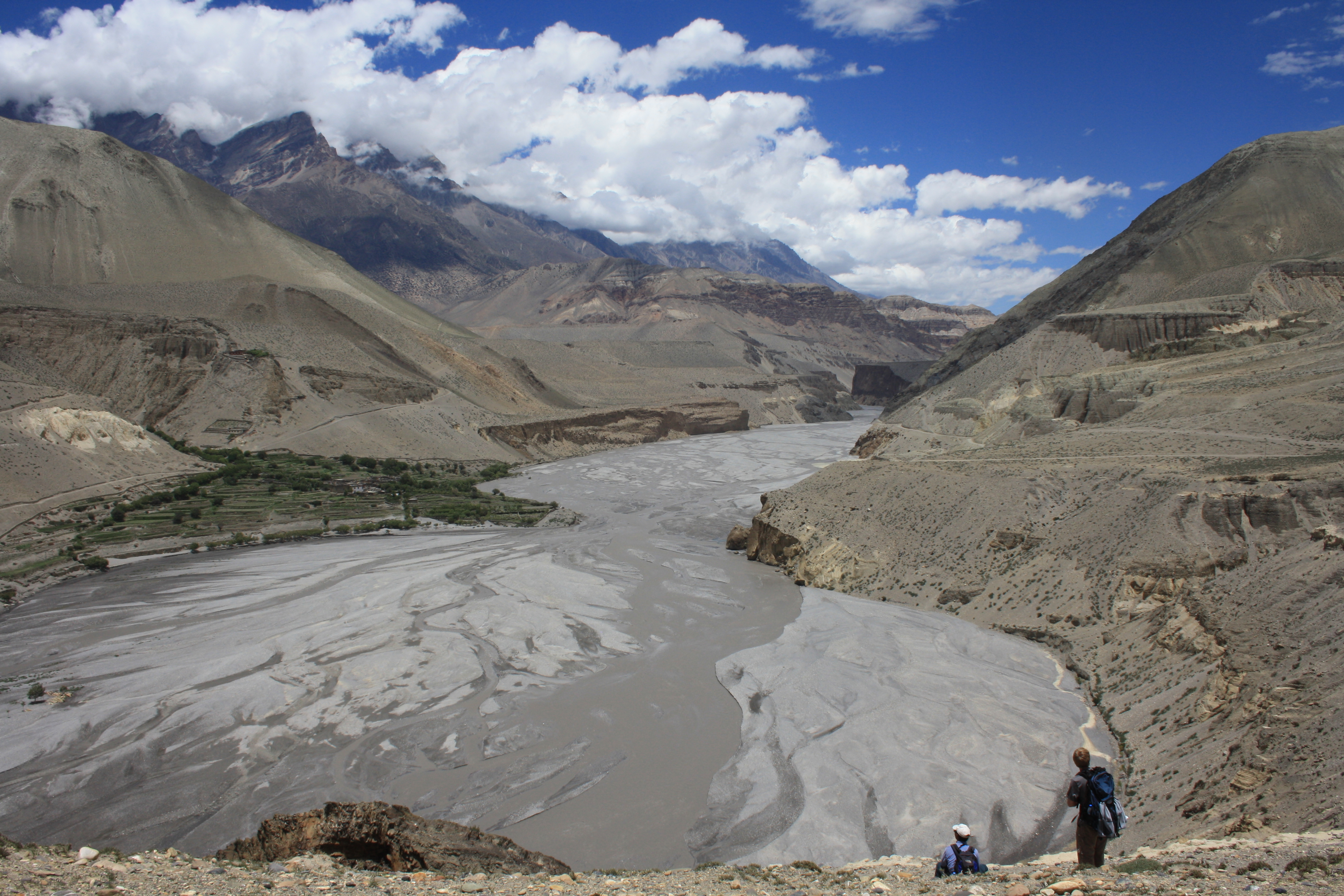

Il fiume Gaṇḍakī (in lingua nepalese: गण्डकी), conosciuto anche come Narayani nel Nepal meridionale e come Gandak in India, è uno dei maggiori fiumi del Nepal e un affluente del Gange in India. In Nepal il fiume è reso degno di nota dalla sua profonda gola (Gola del Kali Gaṇḍakī) attraverso la 
catena montuosa dell'Himalaya e dal suo enorme potenziale idroelettrico. Ha un bacino di 46 300 km², la cui maggior parte si trova nel Nepal; scorre, inoltre, attraverso tre delle 14 montagne che superano gli 8 000 metri (Dhaulagiri, il punto più alto del fiume, Manaslu e Annapurna I).

## Corso del fiume

### Nepal

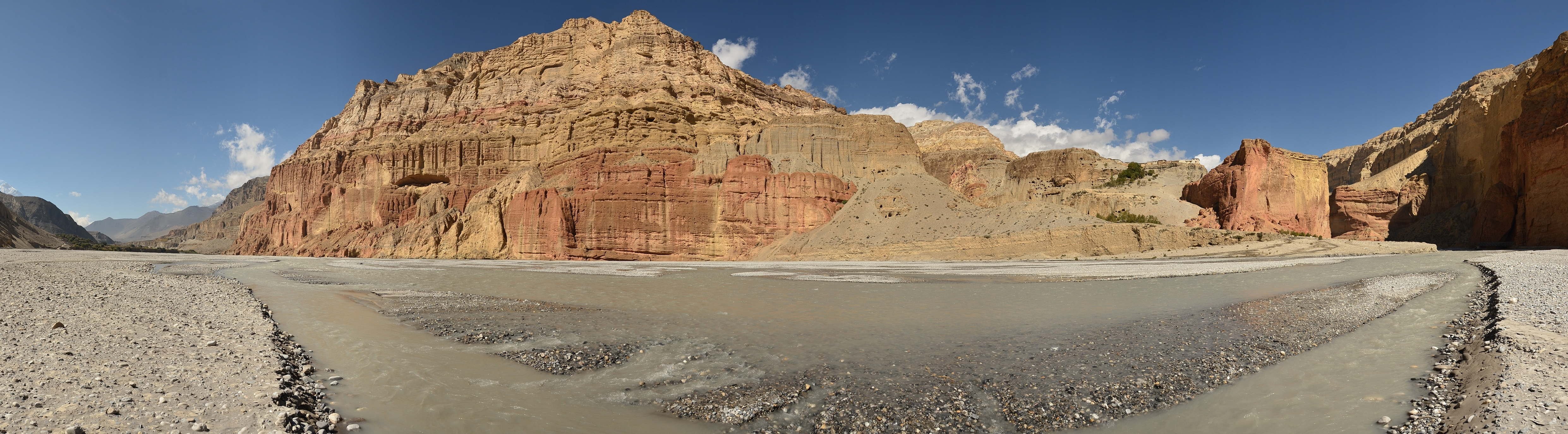
Panorama della gola del Kali Gandaki nel Mustang Superiore

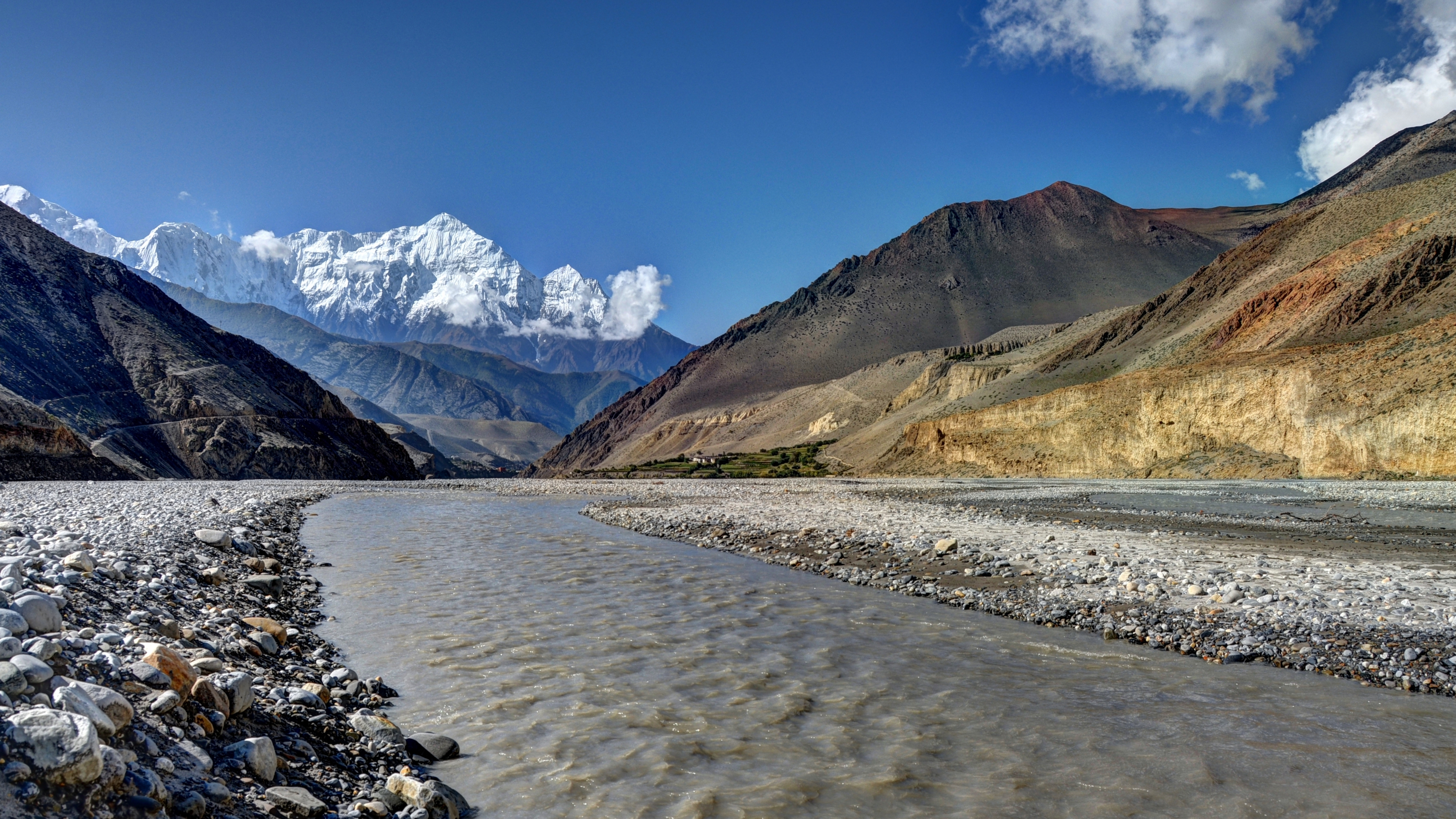
Il fiume Kali Gandaki a nord di Kagbeni

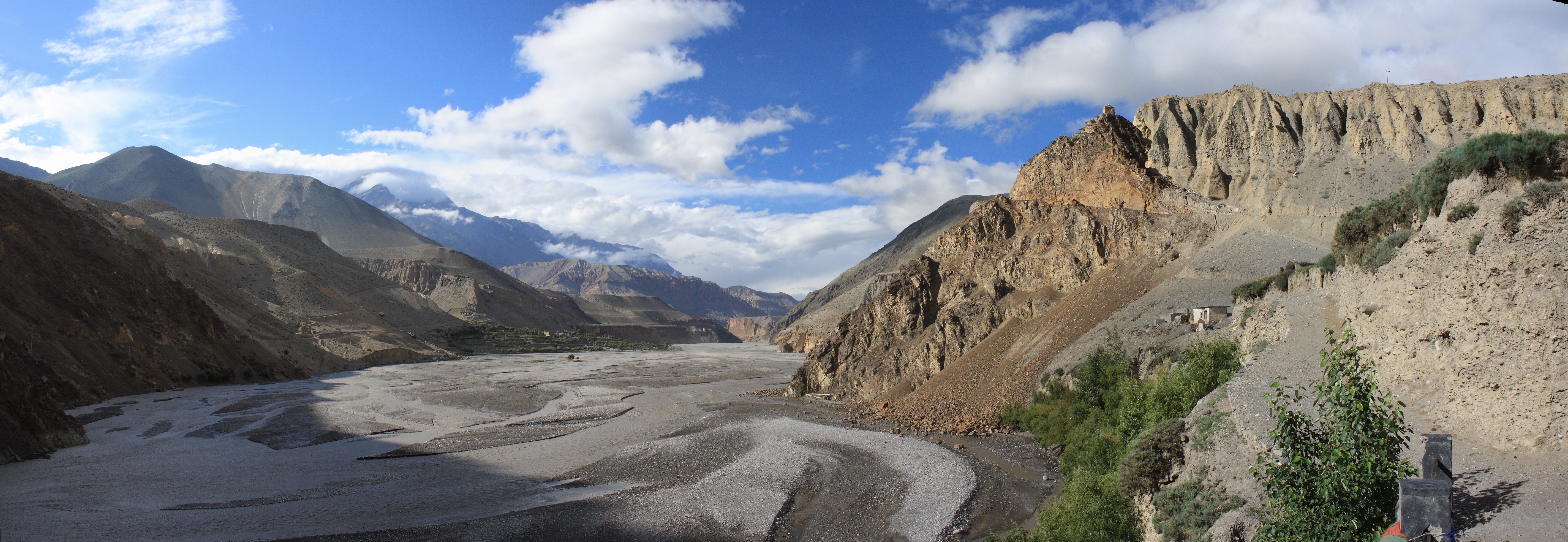
In Nepal, il fiume attraversa rapidamente diverse zone climatiche

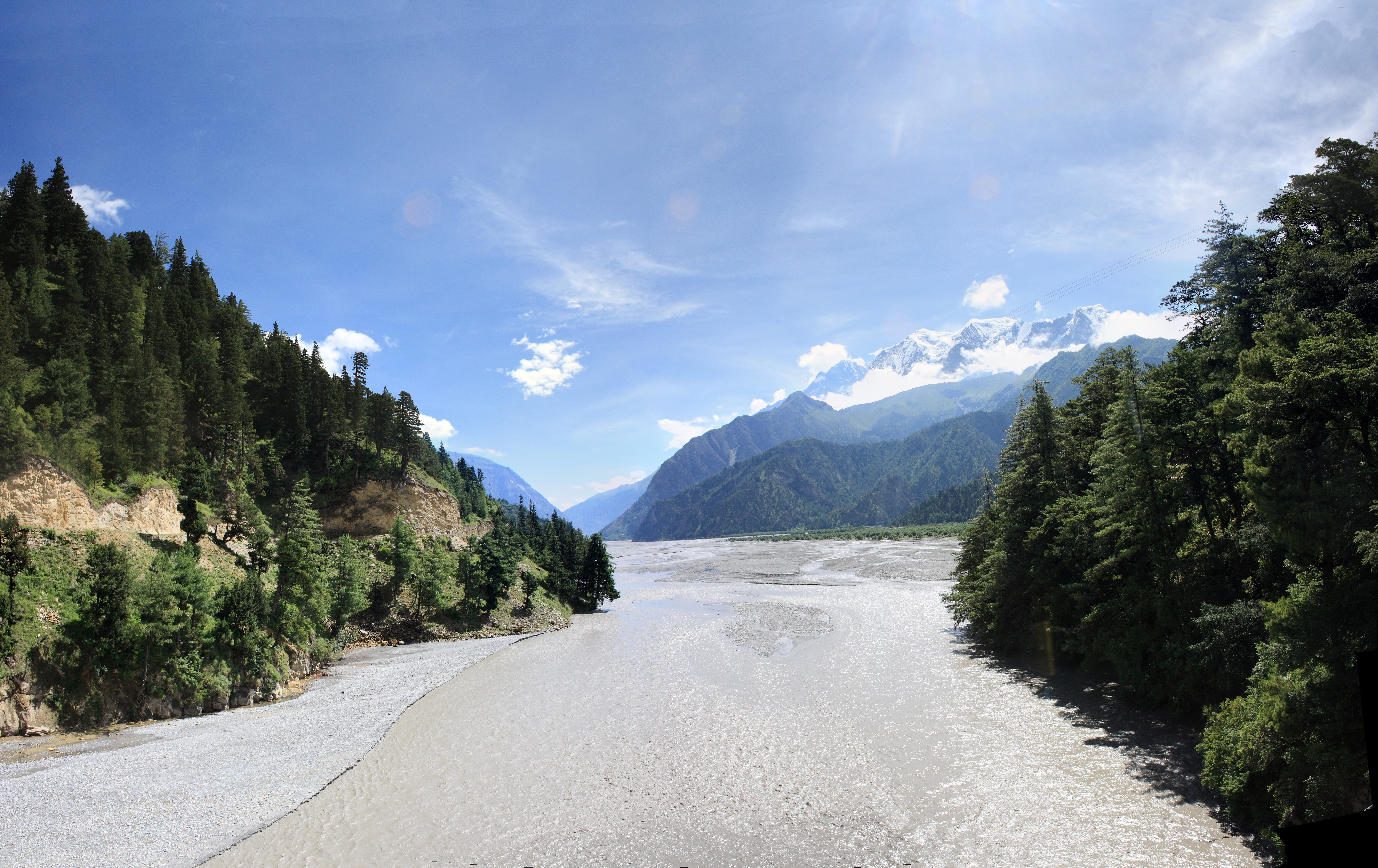
Qui, appena 25 km a valle del luogo sovrastante, il fiume scorre attraverso una foresta di pini

La sorgente del fiume Kali Gandaki si trova al confine con il Tibet, a un'altezza di 6 268 m, presso il Ghiacciaio Nhubine Himal nella regione del Mustang del Nepal.
Il corso d'acqua delle sorgenti su alcune mappe è denominato Chhuama Khola e poi, avvicinandosi a Lo Manthang, Nhichung Khola o Choro Khola. Il Kali Gandaki scorre quindi a sudovest (con il nome di Mustang Khola su alcune vecchie mappe ormai datate) attraverso un profondo canyon dalle pareti a picco prima di allargarsi presso il ponte pedonale di acciaio a Chele. Qui parte del suo flusso si incanala attraverso una galleria di roccia, dopo la quale il fiume, ormai allargatosi, è chiamato Kali Gandaki su tutte le mappe. A Kagbeni, il fiume riceve un importante affluente chiamato Johng Khola, Kak Khola o Krishnaa, proveniente da Muktinath.
Il fiume scorre poi verso sud attraverso una ripida gola nota come Gola del Kali Gandaki o Andha Galchi, tra i monti Dhaulagiri (altezza 8 167 m) a ovest e Annapurna I (altezza 8 091 m) a est. Se si misura la profondità di un canyon in base alla differenza tra l'altezza del fiume e le altezze delle vette più elevate su ciascun lato, questa gola è la più profonda del mondo. La porzione del fiume direttamente tra il Dhaulagiri e l'Annapurna I, 7 km a valle di Tukuche), è a un'altezza di 2 520 m, che è 5 571 m più basso dell'Annapurna I. Il fiume è più antico dell'Himalaya. Quando l'attività tettonica spinse le montagne più in alto, il fiume si fece strada attraverso il sollevamento.
A sud della gola, il fiume riceve il Rahughat Khola a Galeshwor, il Myagdi Khola a Beni, il Modi Khola vicino a Kushma e il Badigaad a Rudrabeni sopra Ridi Bazaar. Il Kali Gandaki svolta poi a est per scorrere lungo il bordo settentrionale della Catena del Mahabharat: lungo questo tratto si trova il più importante impianto idroelettrico del Nepal. Svoltando di nuovo a sud e aprendosi un varco attraverso i Mahabharat, il Kali Gandaki riceve un importante affluente, il Trishuli, a Devighat, poi il Rapti Orientale, ricevendo le acque dalla valle del Terai Interno nota come Chitwan. Il Gandaki attraversa poi le pendici più esterne dell'Himalaya — Shivalik — nelle pianure del Terai in Nepal. Da Devighat, il fiume scorre a sudovest della città di Gaindakot, curvando poi all'indietro a sudest quando entra in India, dove prende il nome di Gandak.
Sotto Gaindakot il Gandaki è noto come Narayani o Sapt Gandaki (Sette Gandaki), per i sette affluenti che nascono nell'Himalaya o ancora più a nord lungo la divisione principale Gange-Brahmaputra. Tali affluenti sono il Kali Gandaki, il Trishuli River e i cinque affluenti principali del Trishuli stesso noti come Daraudi, Seti, Madi, Marsyandi e Budhi.

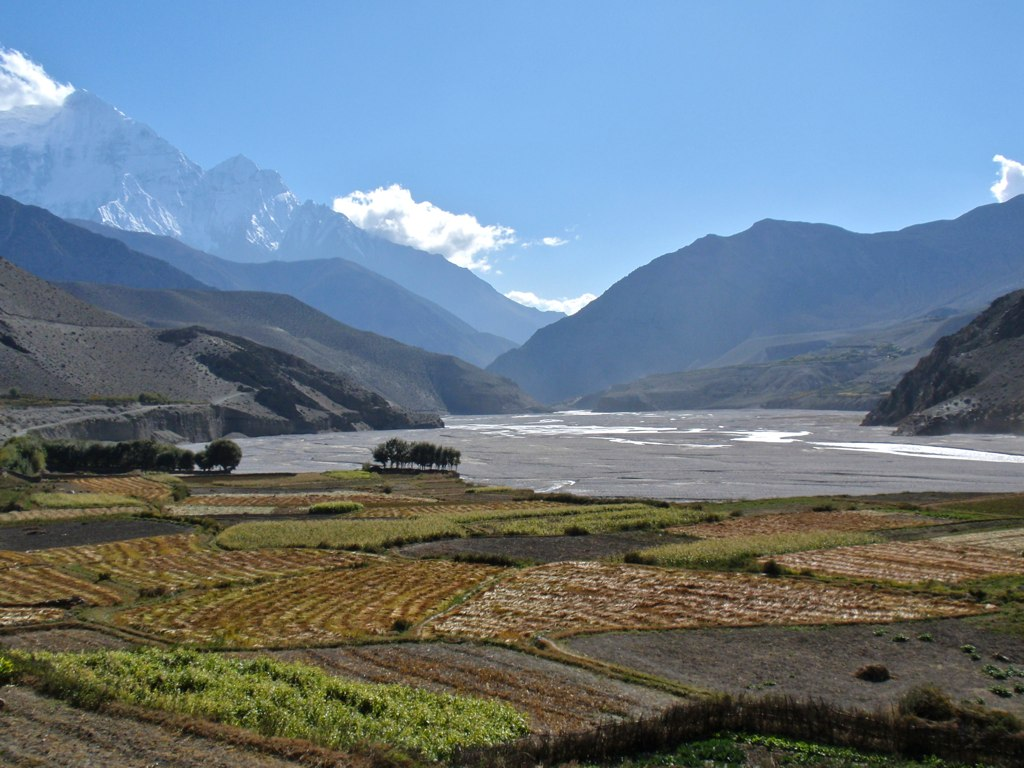
Il fiume Gandaki a Kagbeni, Nepal, nel Basso Mustang

### India
Il punto di ingresso del fiume alla frontiera indo-nepalese rappresenta anche la confluenza, chiamata Triveni, con i fiumi Pachnad e Sonha che scendono dal Nepal. Il Pandai scorre nel Bihar (India) dal Nepal nell'estremità orientale del Santuario di Valmiki e incontra Masan. Il Gandak scorre a sudest per 300 km attraverso la pianura gangetica dello stato del Bihar attraverso i distretti di West Champaran, Gopalganj, Saran e Muzaffarpur. Si getta nel Gange vicino a Patna, appena a valle di Hajipur presso Sonepur (nota anche come Harihar Kshetra). La sua area di drenaggio in India è di 7 620 km².
Dal suo sbocco dalle pendici più esterne degli Shivalik fino al Gange, il Gandak ha costruito un immenso megaconoide che comprende l'Uttar Pradesh Orientale e il Bihar Nordorientale nelle pianure gangetiche centrali. Il megaconoide consiste di sedimenti erosi dall'Himalaya in rapido sollevamento. Il corso del fiume su questa struttura si sta spostando costantemente: si stima che negli ultimi 5 000 anni il fiume si sia spostato di 80 km a est a causa dell'inclinazione tettonica.

## Ghiacciai, laghi glaciali e inondazioni da collasso di laghi glaciali
A quanto risulta, il bacino del fiume Gandaki contiene 1 025 ghiacciai e 338 laghi. Questi contribuiscono sostanzialmente alle magre portate stagionali del fiume.
I laghi glaciali, tra le formazioni più rischiose di alta montagna, si formano solitamente dietro dighe di detriti morenici lasciati dietro da ghiacciai che si stanno ritirando, una tendenza che si osserva in tutto il mondo. Anche se gli eventi di inondazione da collasso di laghi glaciali (in inglese glacial lake outburst flood, GLOF) avvengono in Nepal da molti decenni, lo studio dettagliato di questo fenomeno ha avuto inizio con il collasso del ghiacciaio Dig Tsho, che ebbe luogo nel 1985. Nel 1996, il Segretariato della Commissione per le Acque e l'Energia (Water and Energy Commission Secretariat, WECS) del Nepal riferì che cinque laghi erano potenzialmente pericolosi, vale a dire il Dig Tsho, l'Imja, il Lower Barun, il Tsho Rolpa e il Thulagi, tutti situati sopra i 4 100 m. Uno studio fatto dall'ICIMOD e dall'UNEP (UNEP, 2001) censisce 27 laghi potenzialmente pericolosi in Nepal. In dieci di essi eventi di GLOF sono avvenuti negli ultimi anni e alcuni si sono ripetuti.
Da segnalare in particolare il ghiacciaio Thulagi, localizzato nel bacino del fiume Marsyangdi Alto, che è uno dei due laghi formati da una diga morenica (laghi supraglaciali), identificato come lago potenzialmente pericoloso. Il lago è stato oggetto di lunghi studi e monitoraggi da parte del KfW di Francoforte, del BGR (Istituto Federale per le Geoscienze e le Risorse Naturali della Germania), in cooperazione con il Dipartimento di Idrologia e Meteorologia di Kathmandu, che hanno escluso la possibilità di esondazioni disastrose del lago nel prossimo futuro.

## Città importanti

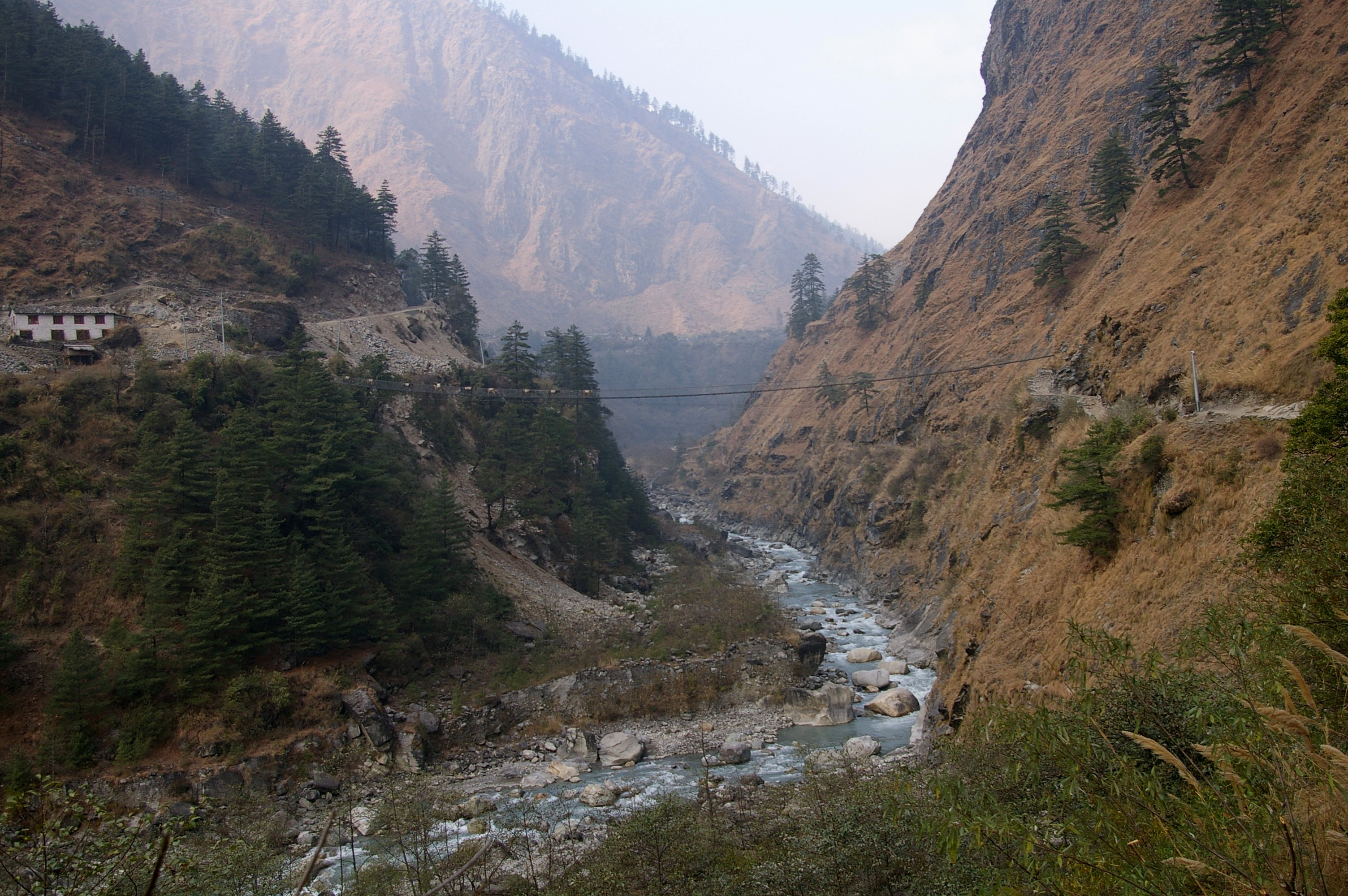
Il fiume Kali Gandaki vicino a Ghasa, tra Annapurna e Dhaulagiri

Le principali città grandi e piccole ubicate lungo o vicino alle rive del Kali Gandaki sono Lo Manthang, Jomsom, Beni, Baglung, Kusma, Ridi, Devghat, Bharatpur, Valmikinagar e Triveni. Il fiume forma anche il confine occidentale del Parco nazionale di Chitwan. Lungo il tratto in Nepal, il fiume porta pesanti quantità di silt glaciale, conferendo al fiume un colore nero. I fiumi Kali Gandaki, Marshyandi e Seti sono popolari come destinazioni per avventure tra le rapide.
Le città principali nella parte indiana del fiume sono Valmikinagar (Bhainsalotan) – sede della Diga del Gandak –, Bagaha, Bettiah (sede direttiva e operativa della riserva della tigre di Valmiki), Harinagar (Ramnagar), Hajipur (dall'altra parte del Gange, a 10 km da Patna) e Sonepur (nota anche come Harihar Kshetra), vicino a Patna.

## Nella cultura tradizionale e popolare
- Il fiume Gandaki è menzionato nell'antica epica sanscrita del Mahābhārata.
- La sua evoluzione è descritta nello Shiva Purana, Kumarakhand, nel capitolo dell'uccisione di Shankhachuda.
- Il primo episodio di The Living Planet ("Il pianeta vivente"), la seconda serie di documentari naturalistici di David Attenborough, è ambientato nella Gola del Kali Gandaki.

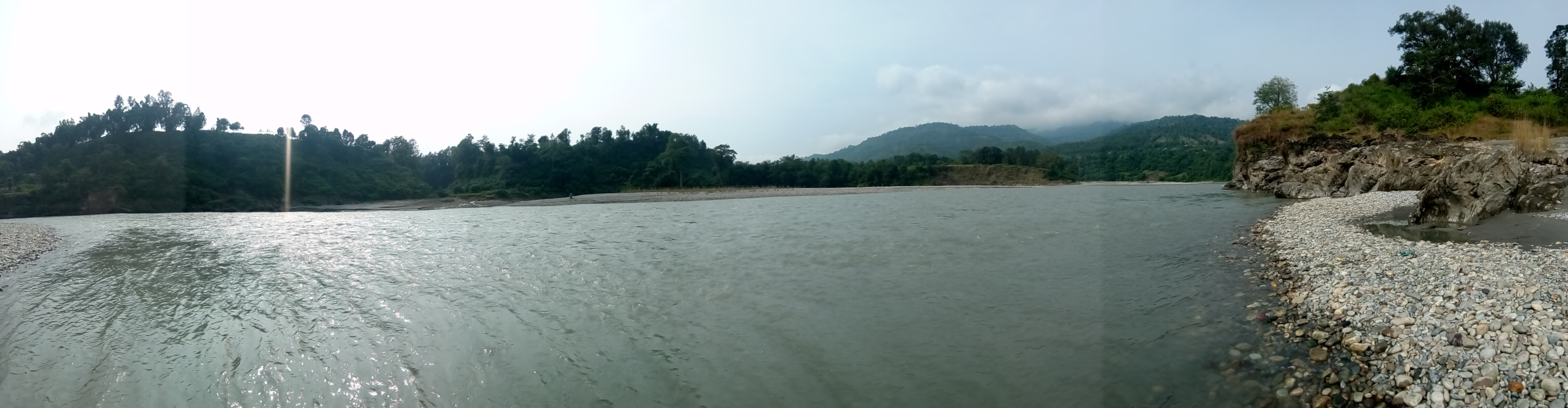
Il fiume Gandaki che divide i distretti di Syangja e Palpa a Ramghat

## Parchi nazionali
Il Parco nazionale di Chitwan nel Nepal e il Parco nazionale di Valmiki in India sono adiacenti tra loro nelle vicinanze di Valmikinagar, intorno alla Diga del Gandak.

### Parco nazionale di Chitwan

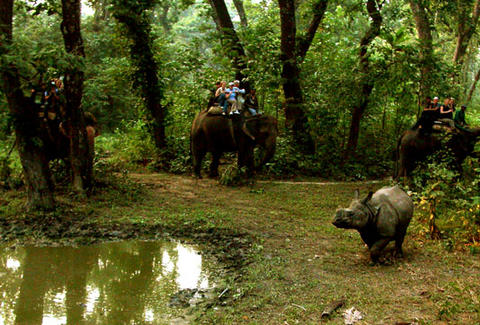
Safari sull'elefante appresso a un rinoceronte indiano

Il Parco nazionale di Chitwan copre un'area di 932 km². Istituito nel 1973, è il più antico parco nazionale del Nepal. Ottenne lo status di sito patrimonio dell'umanità nel 1984. È localizzato a Chitwan, una delle valli del Terai Interno in Nepal. Il parco è ricco di flora e fauna, comprese le tigri del Bengala e una delle ultime popolazioni di rinoceronte indiano con un corno solo (Rhinoceros unicornis). L'area era conosciuta come la Valle di Chitwan. Era un luogo per le partite di caccia grossa e fu riserva di caccia fino al 1951. Nel parco si possono praticare il canottaggio, corse sull'elefante ed escursioni guidate nella giungla.

### Parco di nazionale di Valmiki
Il Santuario di Valmiki copre circa 800 km² di foresta ed era la 18ª riserva per tigri istituita in India. È classificato quarto in termini di densità della popolazione delle tigri. Valmikinagar è localizzata a quasi 100 km da Bettiah nella parte più settentrionale del distretto di West Champaran, nel Bihar, al confine con il Nepal. Valmikinagar è una piccola città con abitazioni sparse, per la maggior parte all'interno dell'area forestale, e ha una stazione ferroviaria nel distretto di West Champaran, vicino al terminale ferroviario di Narkatiaganj. Ha vari paesaggi, dando riparo a ricchi habitat naturali e a un'ampia varietà floreale e faunistica con le prime piante carnivore protette e fu incluso nel Programma nazionale di conservazione del Progetto Tigre nell'anno 1994. Secondo il rapporto del 1998 dello Zoological Survey of India (un'importante organizzazione governativa indiana, specializzato in studi e ricerche zoologici), si afferma che il santuario dà rifugio a 53 mammiferi, 145 uccelli, 26 rettili e 13 anfibi e alla riserva della tigre
Le specie più notevoli di fauna selvatica includono: tigre, leopardo, cane selvatico, cinghiale selvatico, bisonte, orso, pavone, pernice, bucero, merlo parlante, cicogna dal collo lanoso, pitone, coccodrillo, cervo, sambar, toro blu, muntjak, cervo porcino.
Secondo il rapporto del 1998 del Botanical Survey of India (un'organizzazione governativa indiana che ha il compito di controllare le specie botaniche del paese), ci sono sette tipi di vegetazione che consistono in sette classi di foreste; il parco ospita 84 specie di alberi (alberi subtropicali come il sal, il sagwan, il bambù e la canna), 32 arbusti e piante rampicanti e 81 erbe medicinali ed erbe comuni.

## Luoghi di significato religioso

### Ashram di Valmiki
L'antico Ashram (eremo) di Vālmīki e i templi circostanti sono localizzati nel Parco nazionale di Chitwan del Nepal. Si trova a 7 km di distanza da Valmikinagar. È raggiungibile solo da Valmikinagar, vicino alla Diga di Gandak, sia dal Nepal che dall'India.
Nei pressi dell'Ashram di Valmiki, nel raggio di circa 3–4 km, i templi principali sono il Tempio di Jatashankar (Shiva), il Tempio di Nardevi (Sweta Kālī) (Forma di Durgā e il Tempio di Kaleshwaran (un avatar del dio Shiva).
È poi da ricordare il Tempio di Triveni, ubicato dall'altra parte della Diga di Gandak in Nepal, a circa 3 km.

### Shaligram e Muktinath
I fossili di ammonite raccolti dal letto del fiume Gandaki, in un luogo vicino al villaggio di Saligrama o Muktinath (letteralmente "luogo della salvezza") nel distretto di Mustang del Nepal, sono conosciuti come shaligram o shila e sono considerate rappresentazioni aniconiche (ossia non figurative) di Visnù.
Queste pietre hanno una forma naturalmente rotonda, con segni circolari o a spirale e sono, come già detto, fossili di ammonite che si trovano nei fiumi dell'Himalaya (come il Gandaki), in particolari tipi di sedimenti oceanici, che furono trasportati in cima alla catena montuosa dai sollevamenti che condussero alla sua formazione.
Situato tra i massicci dell'Dhaulagiri e dell'Annapurna, il fiume Gandaki scorre attraverso il villaggio di Saligrama o Muktinath e l'Ashram di Pulaha. Nei tempi antichi, la catena montuosa che circonda Pulaha era chiamata Salagiris a causa delle vaste foreste di alberi di sala (sal). Le pietre trovate in questa regione sono chiamate perciò saligrama-silas (pietre che si trovano solo nella regione di Saligrama). Esse hanno grande significato per gli Indù: in particolare, i seguaci della tradizione Śrī Vaiṣṇava considerano la zona del fiume Gandaki in cui si trovano queste pietre e il vicino Tempio di 
Mukthinath come uno dei 108 Divya Desam o Thirthastana (templi e dimore celesti di Visnù) da visitare in pellegrinaggio almeno una volta nella loro vita. Nel sito di Muktinath (a 3 710 m di altezza) si rimane meravigliati dalla presenza di 108 piccole cascate e di suggestivi fuochi di gas naturale.

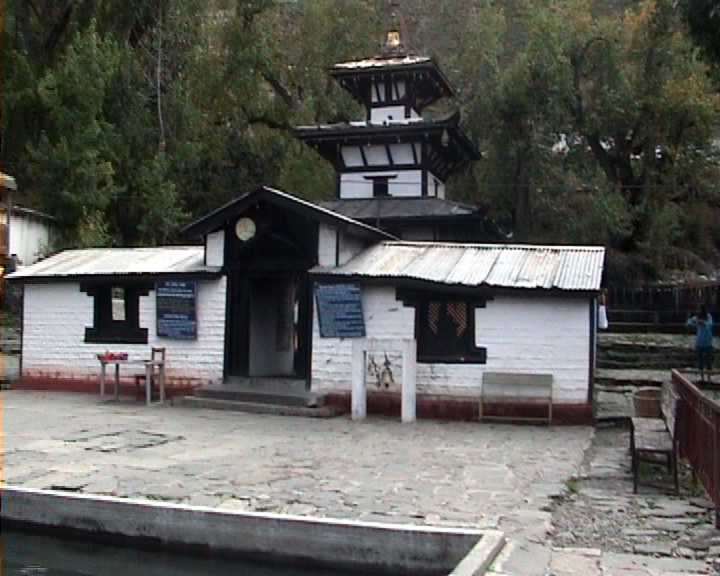
Veduta del Tempio di Muktinath (Nepal).

Per i buddhisti tibetani Muktinath, da loro chiamato Chumig Gyatsa, è un luogo sacro alle Ḍākinī, dee note come danzatrici del cielo. Per i buddhisti è di grande importanza che Chumig Gyatsa sia uno dei 24 luoghi tantrici.
La tradizione buddhista tibetana afferma che per questa ragione Guru Rinpoche (noto anche come Padmasambhava), il fondatore del buddhismo tibetano, avesse meditato a Muktinath nel suo viaggio verso il Tibet. È uno dei 51 Śakti Pīṭha, ossia dei luoghi di pellegrinaggio dello śaktismo, la corrente iniziatico-religiosa dell'induismo che adora la Mahādevī ("Grande Dea") nella sua molteplice forma di Śakti.
Il particolare sito nel corso del fiume dove le pietre diventano sacre è noto come Chakra-Tirtha e si dice che la sua sacralità si estenda tutto intorno per tre  yojana (39 chilometri).
C'è anche un affluente chiamato Chakra-nadi o Jhong Khola che scorre da Muktinath e si unisce al Kali Gandaki presso Kagbeni. Questo affluente è descritto nel Garuda purāṇa come creato da Brahmā; e la grande vetta a nord del fiume si dice che contenga la presenza di Viṣṇu, di cui tutte le pietre saligrama trovate nel fiume (jalaja) e nella montagna (sthlaja) si ritiene che portino i segni (anche se secondo i testi puranici sono quelle provenienti dal fiume sono realmente sacre).

### Nepali Mandir (Hajipur)
È un unico santuario śivaista vicino ad Hajipur, realizzato nel tardo periodo medievale (XVIII secolo) da uno dei comandanti dell'esercito del Nepal. Il tempio introduce un'architettura recente nello stile delle pagode del Regno himalayano nelle pianure del Gange. È costruito in gran parte di legno, impreziosito dai suoi raffinati intarsi di legno, che includono, tra gli altri, generose scene erotiche.

## Luoghi di significato archeologico
Luoghi archeologicamente importanti intorno a Valmikinagar sono Lauria Nandangarh e il Forte di Someshwar.
Nella zona di Lauria, circa 1 km a est di Nandan Garh, un pilastro con leone di Ashoka, ricavato da un unico blocco di arenaria levigata, che misura 11 km di altezza con un diametro di 89 cm alla base e 56 cm alla base, che si crede abbia oltre 2 300 anni, è in eccellenti condizioni. La sua imponenza e squisita fattura forniscono prova impressionante dell'abilità e delle risorse dei muratori dell'era ashokana. Due altri di tali pilastri con i capitelli rimossi sono stati scoperti nel villaggio di Rampurwa, vicino all'Ashram Bhitiharawa di Gandhi, nella zona di Gaunaha. Uno dei due capitelli, il toro, è ora nel Museo nazionale a Nuova Delhi e l'altro, il leone, è nel Museo di Calcutta.
A Nandangarh ci sono anche gli stupa di Baudh (Buddha) fatti di mattoni e alti circa 24 m, che sono probabilmente gli stupa di Ashoka, nei qual sono custodite come reliquie le ceneri della pira funebre di Buddha.
Il Forte di Someshwar è situato nella suddivisione di Narkatiaganj, vicino al confine con il Nepal, in cima alla Collina di top of Someshwar a un'altezza di 879 m. È in uno stato rovinato, ma i suoi resti sono ben definiti.
L'Ashram Bhitiharawa del Mahatma Gandhi vicino a Gaunaha, nell'estremità orientale della riserva di Valmiki, è un villaggio nella zona di Gaunaha nel Bihar, da dove Gandhi iniziò il suo movimento di libertà che venne poi ad essere conosciuto nella storia dell'India come Champaran Satyagraha. Il villaggio ospita la capanna dove abitò Gandhi, che è ora diventata un luogo di pellegrinaggio gandhiano.

### Grotte del Mustang
Le grotte del Mustang sono un gruppo di circa 10.000 grotte artificiali scavate nei fianchi delle valli del Distretto del Mustang in Nepal. Le grotte giacciono sulle pareti scoscese della valle vicino al fiume Kali Gandaki, nel Mustang Superiore. Parecchi gruppi di archeologi e ricercatori hanno esplorato queste grotte sovrapposte e trovato corpi e scheletri umani parzialmente mummificati che hanno almeno 2.000-3.000 anni. Le esplorazioni di queste grotte da parte di conservatori e archeologi hanno condotto anche alla scoperta di preziosi dipinti, sculture, manoscritti religiosi e numerosi manoscritti appartenenti dal XII al XIV secolo.

## Scenario di sviluppo

### Sviluppo idroelettrico

#### Nepal
In Nepal, il Sapta Gandaki da solo ha un enorme potenziale idorelettrico di 20.650 MW (il potenziale economicamente sfruttabile è di 5.270 MW) su un potenziale totale stimato di 83.290 MW (il potenziale economicamente sfruttabile è di 42.140 MW). Il paese finora è stato in grado di generare solo circa 600 MW di idrolettricità per i quali i progetti del bacino del Gandak forniscono più del 44% (266 MW). I progetti idroelettrici costruiti sono il Trisuli a Ju (21 MW), il Devighat a Nuwakot (14 MW), il Pokhra (1 MW) e il Western Gandak HEP a Nawalparasi (15) MW, il Marsyangdi a Tanahu (69 MW), il Kali Gandaki a Syanja (144 MW) e il Syange (2 MW). Il Middle Marsyangdi HE Project (72 MW) a Lamjung fu inaugurato nel 2008. Parecchi altri progetti sono allo studio: il governo del Nepal mira ad accelerare lo sviluppo nel settore idroelettrico, favorendo la partecipazione di imprese private.
Ad esempio, un'importante azienda indiana ha concluso un accordo di acquisto azionario e joint venture per acquisire l'80% del capitale di un'azienda nepalese per lo sviluppo dell'Upper Marsyangdi HEP (250 MW). Raggiungere il fabbisogno potenziale economicamente sfruttabile non sarebbe dunque più un miraggio.

#### India
Il terreno attraversato dal Gandak in India è costituito principalmente da pianure piatte, quindi non ha grande potenziale per la produzione di energia idroelettrica.

#### Sviluppo dell'irrigazione - Nepal e India
Il Progetto di Gandak presso Valmikinagar (Bhainsaloton) intercetta le acque di un bacino imbrifero di 37.410 km2, che giace parte in Nepal (oltre il 90% dell'area) e parte in India. Realizzato sulla base di un accordo sottoscritto tra i due paesi nel 1959 (in parte modificato nel 1964), il progetto comprende una diga e un sistema di regolazione e canalizzazione delle acque per l'irrigazione e la produzione di energia elettrica in Nepal e in India. Nell'ambito del progetto, la Diga di Gandak, realizzata nel 1968-69 sul fiume omonimo, fornisce irrigazione in Nepal, Uttar Pradesh e Bihar. Il potenziale di irrigazione di questo progetto è di 11.510 km², sparsi nel distretto del Champaran Occidentale, del Champaran Orientale, di Muzaffarpur, Samastipur, Saran, Siwan e Gopalganj. Il progetto del Canale Orientale di Gandak fu intrapreso nel 1960 e il sistema del Canale Principale fu completato nel 1975 per interventi di irrigazione a scorrimento in Nepal, su una'area lorda stimata di 419 km².
Anche una centrale di generazione idroelettrica con una capacità installata di 15 MW (3x5 MW) è stata costruita e messa in funzione sulla derivazione del Canale Orientale di Gandak.

#### Gestion delle inondazioni - Nepal e India
La gestione delle inondazioni non mira alla loro totale eliminazione o controllo o a fornire la totale immunità dagli effetti delle inondazioni di qualsiasi ampiezza, il che non è né praticabile in base a considerazioni economiche e neanche necessaria, tenendo conto di altre realtà che si affrontano nel contesto indiano. Perciò, l'obiettivo della gestione delle inondazioni è una strategia su più fronti che va dal modificare le inondazioni per mezzo di misure strutturali al convivere con le inondazioni stesse per mezzo di altre misure non strutturali. Le misure per la protezione contro inondazioni estreme a bassa frequenza sono raramente economicamente fattibili. Il termine "gestione delle inondazioni" si riferisce all'apprestamento di un ragionevole grado di protezione contro le inondazioni mediante misure per mitigare la ricorrente devastazione causata dalle inondazioni. Questo è ciò che si fa nelle pianure soggette alle esondazioni del fiume Gaṇḍakī in Bihar e Uttar Pradesh.

## Navigazione sul fiume
Il Nepal ha condotto studi sulla fattibilità di usare il fiume Gaṇḍakī per fini di navigazione. Tali studi indicano che: (a) ciò è fattibile solo nel tratto inferiore del fiume; (b) occorre collegarlo alla principale autostrada dell'India da Allahabad ad Haldia; e (c) occorre prendere atto della situazione avversa che potrebbe sorgere a causa dell'accresciuto uso delle acque del fiume per l'irrigazione nelle stagioni aride, che potrebbe restringere il livello del fiume necessario per mantenere possibile la navigazione.